# Gunnar Randin
Gunnar Arthur Randin, född 12 februari 1930, död 8 februari 2015 i Sofia församling i Stockholm, var en svensk koreograf och balettdansör.
Randin var anställd vid Kungliga Teaterns balett. Han är begravd på Skogskyrkogården i Stockholm.

## Koreografi
- 1960 – Torget

## Filmografi roller
- 1957 – Med glorian på sned
- 1966 – Syskonbädd 1782